# Conjunt del carrer del Forn (Caldes de Montbui)
El Conjunt del carrer del Forn és una obra de Caldes de Montbui (Vallès Oriental) protegida com a bé cultural d'interès local.

## Descripció
És un carrer que forma part de l'antiga vila murallada, possiblement d'origen medieval, encara que la traça és possible que formés part de l'estructura urbana romana. El carrer queda limitat per la plaça de l'església i el carrer Joan Samsó. La traça del carrer és força irregular. Les cases són unifamiliars i l'alçada en general és de planta baixa i dues plantes. Les cobertes són principalment inclinades a dues vessants de teula àrab.

## Història
Carrer d'origen i traçat medieval, amb el model d'estructura urbana de la ciutat romana, encara que la inclusió del barri jueu li donà possiblement la forma més tortuosa. Era un dels dos carrers, juntament amb el de Barcelona, que de la plaça de la Font del Lleó portaven cap al Portal de Santa Esperança en direcció a Barcelona.
El carrer està documentat des del segle xiii i mai ha canviat de nom. Es creu que s'anomena així perquè possiblement hi havia un forn comunal jueu. Antigament part d'aquest carrer es deia "d'en Porcel", nom d'una família rica propietària de ramats de bens i que tenia els seus corrals en aquest carrer.